# Уоллес, Уильям
Сэр Уи́льям Уо́ллес (гэльск. Uilleam Uallas, англ. sir William Wallace; 3 апреля 1270, Пейсли — 23 августа 1305, Лондон) — шотландский рыцарь, один из военачальников в войне за независимость от Англии. Хранитель Шотландии (регент) в 1297—1298 годах. Почитается в Шотландии как патриот и народный герой.

## Ситуация в Шотландии к 1297 году
После смерти королевы Маргариты Норвежской Девы в 1290 году в Шотландии пресеклась прямая линия династии Мак Альпинов. В ходе «Великой тяжбы» претензии на престол страны выдвинуло несколько кандидатов, находившихся в близком родстве с угасшей династией, в том числе Джон Баллиоль и Роберт Брюс (дед будущего короля). Спор был вынесен на рассмотрение Эдуарда I, короля Англии, который вынес решение в пользу Джона Баллиоля, и 30 ноября 1292 года тот был коронован как король Шотландии Иоанн I. В качестве благодарности за поддержку он признал сюзеренитет Англии над Шотландией.
В конце концов самоуправство англичан привело к тому, что Иоанн I выступил против них, заключив союз с Францией и Норвегией. В 1296 году Эдуард I, поддержанный партией Брюсов, вторгся в Шотландию. 27 апреля его войска разбили шотландскую армию в битве при Спотсмуре и относительно легко завоевали всю страну. Иоанн I был взят в плен, отрёкся от престола и был помещён в Тауэр, а затем сослан во Францию. На правах сюзерена отказавшегося от лена вассала Эдуард I объявил себя королём Шотландии, в результате чего страна лишилась независимости. В шотландские крепости были введены английские гарнизоны, местное духовенство стало заменяться английским. Однако уже в следующем 1297 году в стране сразу в нескольких местах вспыхнуло восстание против английской оккупации. На севере его возглавил Эндрю Морей, на западе и в центре — Уильям Уоллес.

## Ранние годы Уоллеса

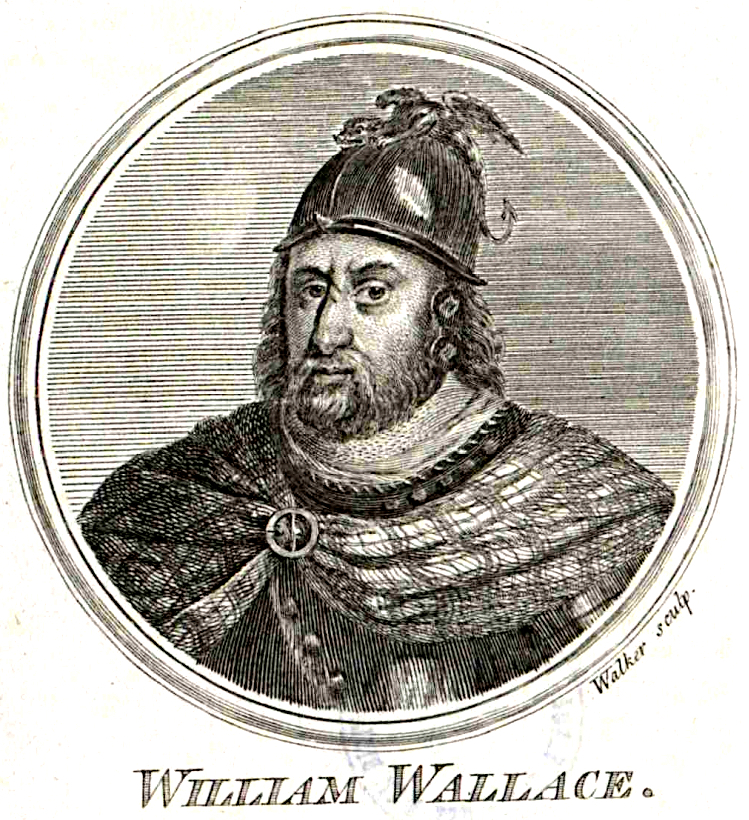
Уильям Уоллес. Гравюра ок. 1700 года

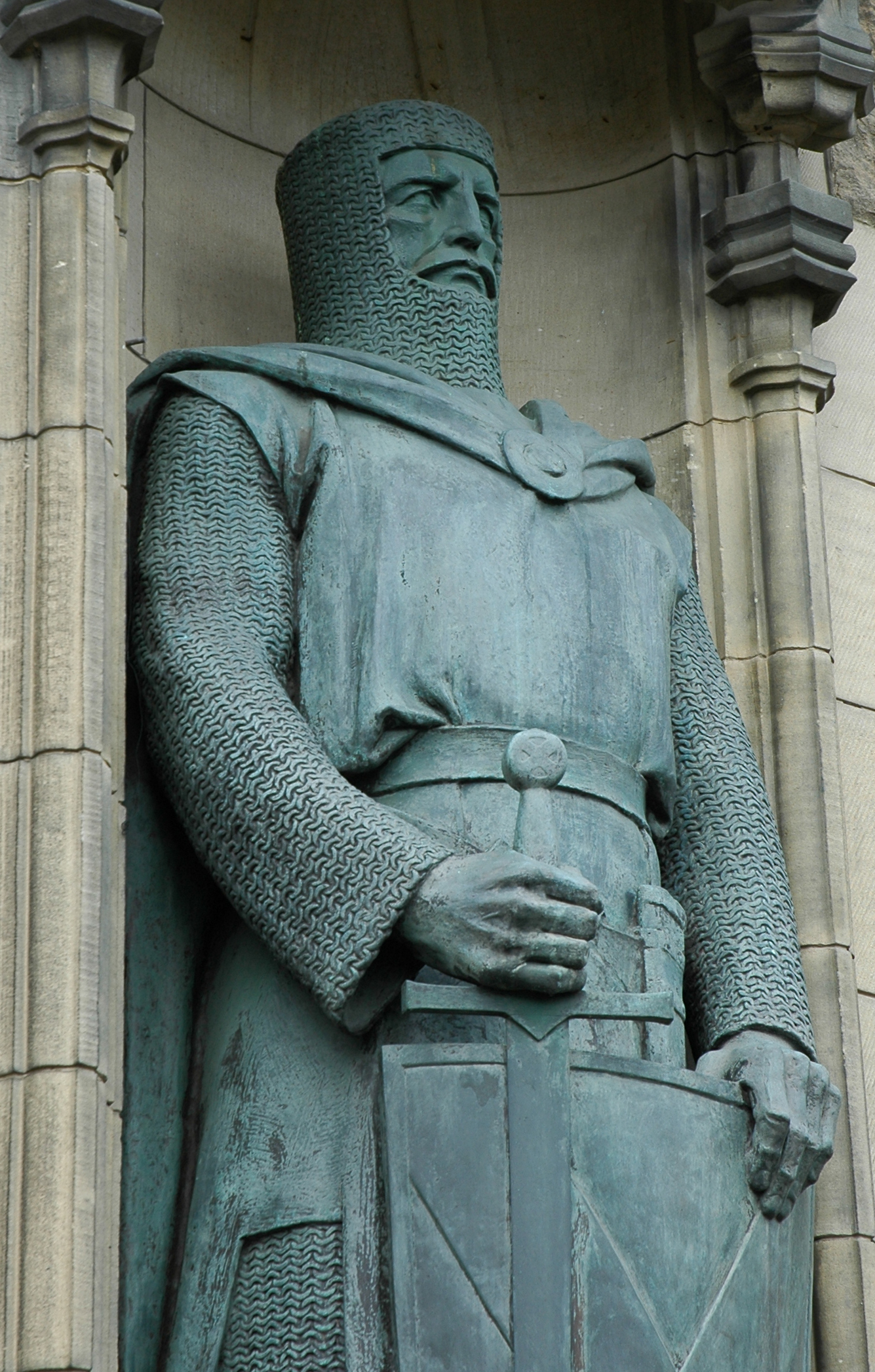
Статуя Уоллеса в Эдинбургском замке

По одной версии, Уильям Уоллес был младшим сыном мелкопоместного шотландского рыцаря сэра Малькольма Уоллеса, вассала лорда Джеймса Стюарта, происходившего из рода будущих шотландских королей, по другой, он был младшим сыном важного шотландского аристократа Аллана Уоллеса.
Никаких свидетельств о его детстве и отрочестве не сохранилось. Считается, что он родился в селении Элдерсли в Ренфрушире, хотя в последнее время появилась версия, что он происходил из Эллерсли в Эйршире. Считается также, что он обучался латыни при монастыре в Пейсли, а затем учился в грамматической школе в Данди. Существуют предположения, что он служил лучником в кампаниях предшествовавших лет и к началу восстания имел военный опыт. Согласно легендам, в молодости он оказался вне закона из-за убийства англичанина (версии расходятся: по одной из них он убил на реке Ирвин английских солдат, которые хотели отобрать у него улов, по другой он убил сына английского правителя Данди, который оскорбил его и его семью) и какое-то время скрывался.

## Начало восстания
В мае 1297 года Уоллес вместе с группой соратников убил Уильяма Хейзелригга, шерифа Ланарка. Это было одним из многих антианглийских выступлений весенних месяцев, но именно ему было суждено послужить началом первой войны за независимость Шотландии. С убийством Хейзелригга Уоллес появляется на страницах письменных источников. Предшествовавших убийству обстоятельств документы не сообщают; предание, записанное позднейшим автором, Слепым Гарри, гласит, что Уоллес мстил за свою жену Мэрион Брейдфьюит (дочь сэра Хью де Брэйдфьюита, наследницу Ламингтона), которую он, скрываясь, тайно посещал в Ланарке. К тому времени у них родилась дочь. По рассказу Слепого Гарри, во время одного из посещений Ланарка у Уоллеса вышла вооружённая стычка с английскими солдатами, которые начали насмехаться над ним и его женой. Уоллес отступил в дом Мэрион и оттуда скрылся, шериф же в отместку казнил Мэрион, причём Уоллес видел казнь из своего укрытия. Некоторое время спустя Уоллес ночью напал на Ланарк, убил шерифа и около 50 человек, и поджёг несколько зданий. Труп шерифа он порубил на куски.

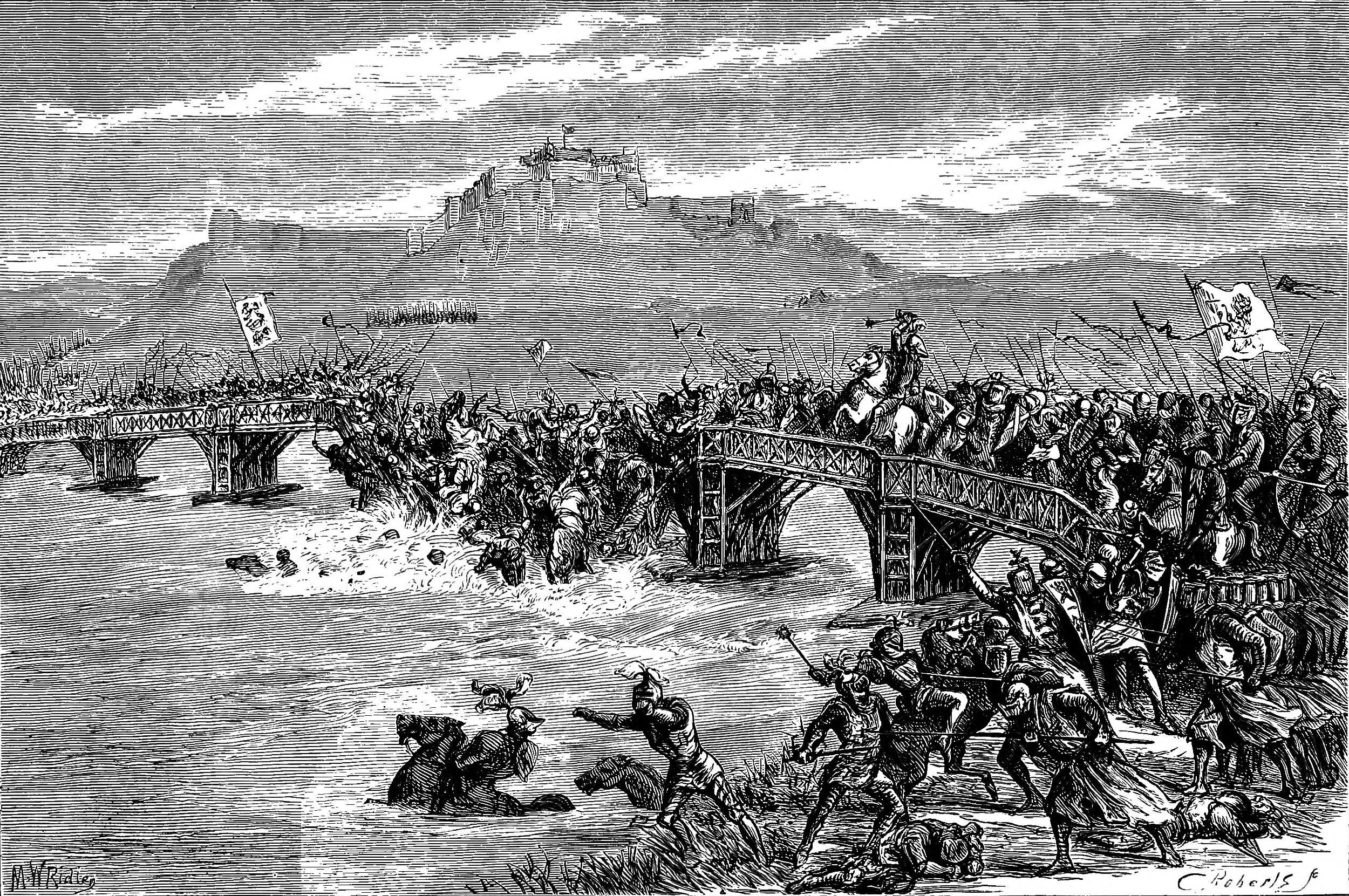
Битва на Стерлингском мосту. Рисунок XIX века

После убийства шерифа Ланарка Уоллес перешёл к активным действиям против английских гарнизонов, его отряд стал быстро пополняться, к нему присоединялись другие повстанческие отряды. Первым знатным дворянином, объединившимся с Уоллесом, был Уильям Смелый, лорд Дуглас. Совместно они организовали налёт на Скунское аббатство, где захватили английскую казну, заставив бежать юстициария. Для наказания Дугласа король Эдуард I направил молодого Роберта Брюса (будущего короля), но тот примкнул к движению, несмотря на то, что оно проходило под знаменем реставрации его соперника Баллиоля.
В то время, как Уоллес действовал в центральной и западной Шотландии, на севере главой движения был Эндрю де Морей, а на юге восстание разгоралось под руководством таких лидеров, как Джеймс, Верховный стюард Шотландии, Роберт Уишарт, епископ Глазго, и Роберт Брюс. Это последнее движение оказалось неустойчивым: 9 июля армия шотландской знати (под командованием молодого Брюса, Уильяма Дугласа и др.) сошлась с английской армией Генри Перси у озера Ирвин, но лорды, не желавшие ни терять свои поместья в Англии, ни подчиняться худородному Уоллесу, заключили с Эдуардом I компромиссный договор (так называемая «капитуляция в Ирвине»), отказавшись от борьбы на условиях амнистии и гарантии ряда льгот и привилегий.
Уоллес ушёл на север на соединение с де Мореем и соединился с ним в августе 1297 года. К этому моменту вся Шотландия к северу от реки Форт была в руках повстанцев, только крепость Данди оставалась под контролем англичан, но была осаждена Уоллесом и де Мореем. Узнав, что против них выдвинулась 10-тысячная армия под командованием английского наместника Хью Крессингема и Джона де Варенна, графа Суррея (победителя при Спотсмуре), Уоллес и де Морей предоставили ведение осады Данди горожанам и выступили навстречу неприятелю, расположившись на высоком холме на берегу реки Форт около Стерлингского замка.

## Битва при Стерлинге и её последствия

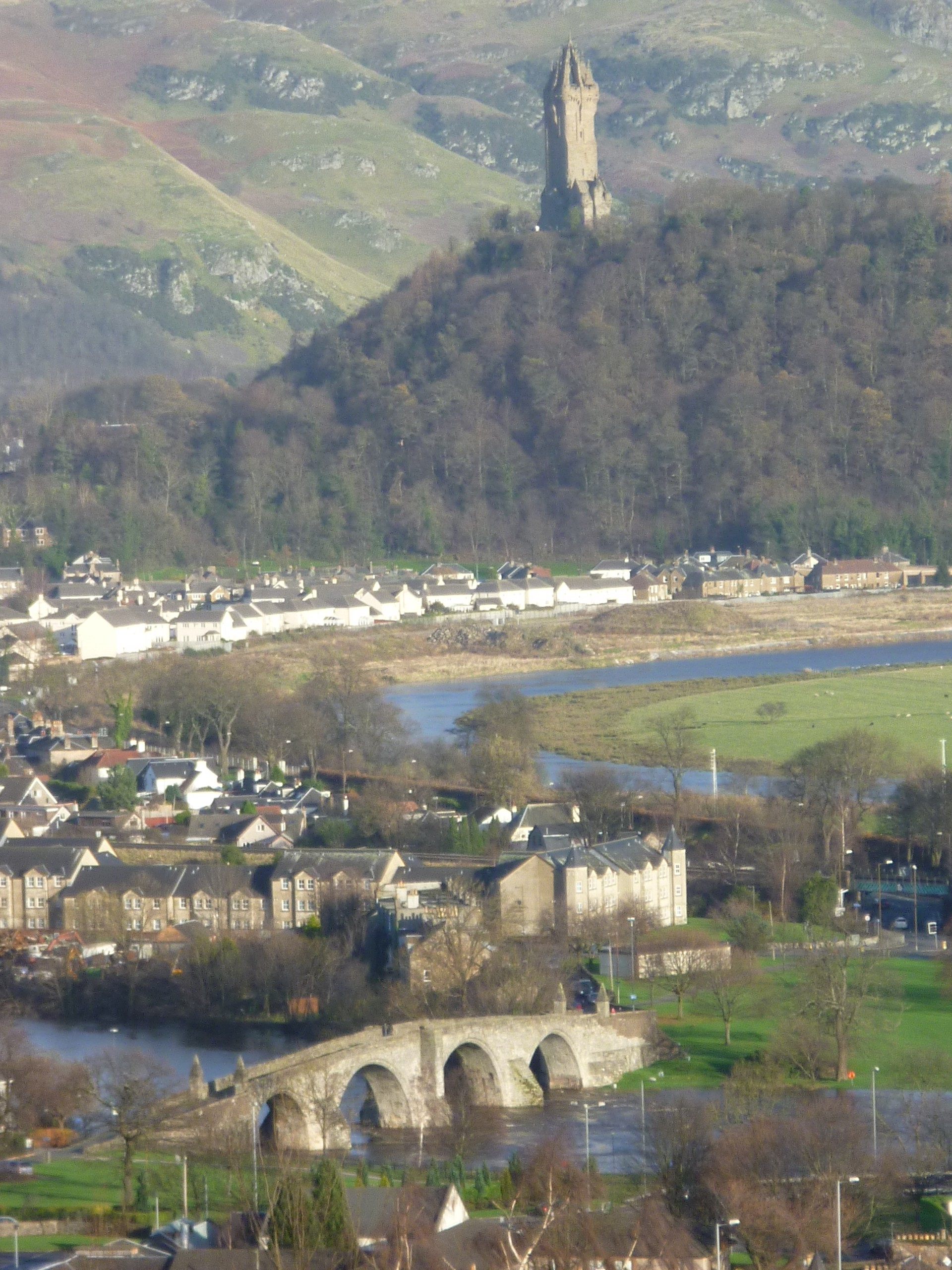
Место Стерлингской битвы в наше время. На месте рухнувшего во время битв деревянного моста находится каменный, построенный позже. На заднем плане видна башня-монумент в честь Уоллеса, воздвигнутая в 1867 году на холме, в том месте, где он занял позицию в начале битвы.

11 сентября 1297 года отряды Уоллеса и де Морея наголову разбили 10-тысячную карательную экспедицию графа Суррея на Стерлингском мосту.
Английские конные рыцари были застигнуты на переправе через узкий деревянный мост и атакованы шотландской пехотой, вооружённой длинными копьями. Видя гибель своего авангарда, отрезанного рекой от основных сил, Суррей попытался ускорить переправу через мост, но в результате деревянный мост рухнул. Разгром довершил рейд де Морея, который с легковооружённой шотландской конницей перешёл вброд реку Форт и ударил по англичанам с тыла. При этом сам де Морей получил тяжёлое ранение, от которого вскоре скончался.
Английское войско, увязшее во время бегства в болоте, было почти полностью уничтожено, английский наместник Хью Крессингем погиб. Шотландцы содрали с него кожу, из которой сам Уоллес, по легенде, сделал перевязь для своего меча. Однако потеря де Морея оказалась невосполнимой для движения Уоллеса. Эндрю де Морей был выдающимся полководцем и при этом, как и сам Уоллес, не имел ни политического, ни финансового интереса в исходе войны с англичанами, а боролся как патриот. Не менее важным было и то, что он привносил в руководство движением знатное имя, тогда как самому Уоллесу шотландская знать так и не смогла простить худородности. Впоследствии это обстоятельство сыграло роковую роль.
После битвы при Стерлинге почти вся Шотландия была освобождена от англичан. Шотландские бароны в отсутствие короля Иоанна I избрали Уоллеса Хранителем Шотландии (регентом). Влияние Уоллеса опиралось на его колоссальную популярность и народное ополчение, которое после победы при Стерлинге подчинялось только ему. С ополчением Уоллес проделал в ноябре 1297 года рейд по Северной Англии (через Нортумберленд и Камберленд), безжалостно громя английские области.

## Битва при Фолкерке, бегство и смерть

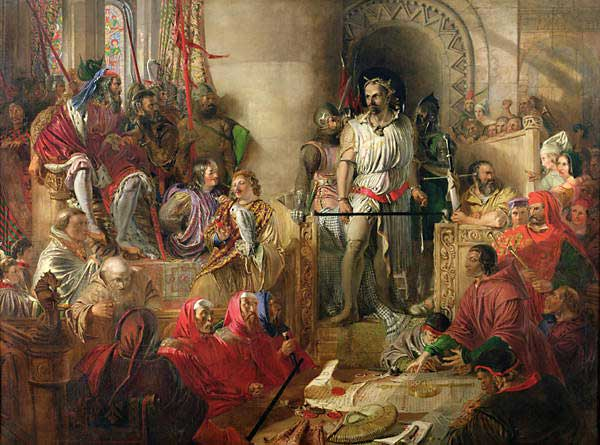
Уоллес на суде в Вестминстере. Худ. Дэниел Маклайз (1860-е гг.)

В 1298 году Эдуард I вновь вторгся в Шотландию. Король привёл 12 тысяч воинов (в том числе более 1000-и тяжеловооружённых конников). Уоллес решил использовать против него «тактику выжженной земли», и она приносила свои плоды — английская армия голодала и Эдуард I уже подумывал о том, чтобы вывести её из Шотландии, когда узнал, что Уоллес со своими силами стоит при Фолкерке.
22 июля 1298 года состоялась Фолкеркская битва. Чтобы компенсировать слабость своей конницы, Уоллес прибег к оборонительной тактике, построив пехоту в круговые шилтроны, которые оградил частоколом, поставив в промежутках лучников. Однако уход рыцарской конницы, которую увели лорды, не желавшие сражаться за низкородного Уоллеса, сделал положение пехоты критическим. Шотландские шилтроны оказывали отчаянное сопротивление и нанесли противнику ощутимые потери, но после того, как стрелы валлийских лучников проделали в них бреши, в которые ворвались всадники, исход битвы был решён.
Уоллес, престиж которого был сильно подорван, в сентябре сложил с себя обязанности Хранителя Шотландии в пользу Роберта Брюса и Джона Комина, племянника Иоанна I. После этого он, по-видимому, направился во Францию для переговоров о заключении франко-шотландского союза. Французский король Филипп IV только что заключил соглашение о браке его дочери Изабеллы с сыном Эдуарда I (будущим королём Эдуардом II), и поэтому не хотел, чтобы Англия становилась его врагом. Тем не менее, сохранилось письмо короля его послам в Риме от 7 ноября 1300 года, в котором он требует, чтобы те оказали поддержку Уоллесу.
В Шотландии в это время продолжалась партизанская война, и в 1304 году Уоллес вернулся на родину, чтобы принять участие в нескольких столкновениях. 5 августа 1305 года он был схвачен в окрестностях Глазго английскими солдатами, которых привёл лояльный англичанам шотландский рыцарь Джон Ментейт (получивший информацию о пребывании здесь Уоллеса от своего слуги Джека Шорта, который, по словам английского летописца, имел к Уоллесу личный счёт — тот убил его брата). Уоллес был доставлен в Лондон, где в Вестминстере король Эдуард лично судил его по обвинению в измене. На суде Уоллес признал все свои враждебные Англии деяния, но отверг обвинение в измене, заявив: «Я не могу быть предателем Эдуарда, потому что я никогда не был его подданным». Он был приговорён к казни через повешение, потрошение и четвертование, и 23 августа в Лондоне приговор был приведён в исполнение. После казни его тело было обезглавлено и разрублено на части, голова вывешена на Большом Лондонском мосту, а другие части тела выставлены в крупнейших городах Шотландии — Ньюкасле, Бервике, Стерлинге и Перте.

## Образ Уоллеса в искусстве
Уильям Уоллес — идеолог и активный участник борьбы за независимость Шотландии, герой ряда выдающихся произведений шотландской литературы, прежде всего эпической поэмы Слепого Гарри (XV век) «Деяния сэра Уильяма Уоллеса, рыцаря Элдерсли».
В 1869 году в честь Уильяма Уоллеса в шотландском городе Стерлинге была установлена 67-метровая башня, известная как Монумент Уоллеса.
По мотивам поэмы Слепого Гарри в 1995 году был создан художественный фильм «Храброе сердце» (режиссёр и исполнитель главной роли — Мел Гибсон). Этот фильм во многом создал нынешний образ Уоллеса в массовом сознании, хотя он сильно отличается от реального прототипа. Так, при обилии прочих исторических неточностей, Уильям в нём представлен крестьянином, который сражается без доспехов двуручным мечом.
Уильяму Уоллесу посвящены следующие музыкальные произведения:
- О нём и о фильме «Храброе Сердце» английской хеви-металл группой «Iron Maiden» была написана песня «The Clansman», изданная в 1998 году в альбоме «Virtual XI». Припев песни состоит из одного слова «Freedom» («Свобода»).
- В 1996 году вышел альбом «Tunes of War» немецкой метал-группы «Grave Digger», полностью посвящённый борьбе Шотландии за независимость. На нём также есть песня «William Wallace».
- У российской менестрель-исполнительницы Тэм Гринхилл (Наталья Новикова) есть песня «Braveheart», что в переводе означает «Храброе сердце», посвящённая Уильяму Уоллесу и фильму.
- В альбоме Queen Of Light голландской симфо-металл группы Imperia присутствует песня «Braveheart», посвящённая Уоллесу.
- Британская группа Enter Shikari, в чьей музыке очень часто можно услышать слова о свободе и единстве общества, упоминает Уильяма Уоллеса в песне «The Appeal & The Mindsweep I».
- Хеви-метал коллектив StormLand из Санкт-Петербурга посвятил две песни в дебютном альбоме «Freedom» Уильяму Уоллесу: «The Battle of Falkirk» и «I Do Believe».
- Ирландская группа «Cruachan» (Круахан), чьё творчество нередко связывается с борьбой за независимость как Ирландии, так и Шотландии и Уэльса, также посвятила одну из песен Уильяму Уоллесу.
- Уоллес упоминается в песне «Rebell» («Бунтарь») немецкой R.A.C.-группы «Landser», в начале песни звучит музыка из фильма Гибсона.
- Шведская группа Civil War в альбоме «Gods And Generals» записала песню Braveheart, посвященную Уильяму Уоллесу. На песню был снят клип, сюжет которого имеет отсылки к фильму «Храброе сердце», но, однако ближе к исторической действительности.
- Русская группа Infornal FuckЪ посвятила Уоллесу песню «Храброе Сердце»

Также российская группа Wallace band названа в честь Уоллеса.
В игре Age of Empires II: The Age of Kings, Уильям Уоллес — главный герой кампании за шотландцев, а также он является противником игрока в одной из миссий за британцев (кампания Эдуарда Длинноногого). Его образ здесь списан с фильма Гибсона. Существует компьютерная игра «Горцы. Битва за Шотландию» («Highland Warriors»), посвященная борьбе Шотландии за независимость, где герою посвящена одна из четырёх кампаний.
В игре Medieval 2: Total War Britannia, если Шотландия потеряет больше половины своей территории, то в её центральной части появляется большая армия с Уильямом Уоллесом во главе. Внешний вид Уоллеса также был списан с фильма Гибсона.

## Факты
- Так называемый «Меч Уоллеса» в настоящее время хранится в Британском историческом музее. Он был выкован примерно через 300 лет после смерти реального исторического Уоллеса и представляет собой двуручный клеймор XVII столетия, подобный тем, что использовались горцами ещё в битве при Куллодене 1746 года. В конце XIII — начале XIV века подобные двуручные мечи шотландцам ещё не были известны, как и лохаберские секиры, которые также заметны в фильме «Храброе сердце». Во время съёмок фильма через руки Мела Гибсона прошли 12 копий этого меча: все копии были выполнены в точном соответствии оригиналу, то есть имели соответствующие размеры и внешний вид, но были значительно легче по весу.